# It Won’t Be Long
Az It Won't Be Long a The Beatles együttes nyitódala az 1963-as With the Beatles albumról. John Lennon írta, és Lennon–McCartney szerzemény.
A dal rögzítésére 1963. július 30-án került sor. Ez volt az albumra az első eredeti szerzemény, melyet rögzítettek. Ezen a felvételi napon még négy másik dalt is rögzítettek, melyet még félbeszakítottak a BBC Saturday Club műsorában készített munkák is. 23 felvételt követően elégedett meg vele az együttes tagjai. A dal félkészre sikerült, így a 17-es és 21-es számú felvételt ollózták össze a végleges számhoz a keverés során.
A dalt az együttes tagjai élőben soha sem adták elő. Egyedül csak 1964. március 20-án a Ready, Steady, Go! című televíziós műsorban tátogták el, közönség körében.

## Közreműködött
Ian MacDonald állítása szerint:

### The Beatles
- John Lennon – duplázott ének, ritmusgitár
- Paul McCartney – vokál, basszusgitár
- George Harrison – vokál, szólógitár
- Ringo Starr – dob

## Fordítás
Ez a szócikk részben vagy egészben  az   It Won't Be Long című angol Wikipédia-szócikk fordításán alapul.  Az eredeti cikk szerkesztőit annak laptörténete sorolja fel. Ez a jelzés csupán a megfogalmazás eredetét és a szerzői jogokat jelzi, nem szolgál a cikkben szereplő információk forrásmegjelöléseként.

## Jegyzet
1. ↑  Bánosi György, Tihanyi Ernő. Beatles zenei kalauz, 51. o. (1999)
2. ↑  Ian MacDonald. A fejek forradalma. Helikon Kiadó, 133. o. (2015)
3. ↑  Marsi József. Beatles kódex, 32. o. (2022)
4. ↑  Joe: The Beatles Bible - The Beatles' second appearance on Ready, Steady, Go! (brit angol nyelven). The Beatles Bible, 1964. március 20. (Hozzáférés: 2025. március 1.)
5. ↑  MacDonald. A fejek forradalma, 132. o. (2015)